# 1月9日 (旧暦)
旧暦1月9日（きゅうれきいちがつここのか）は、旧暦1月の9日目である。六曜は先負である。

## できごと
- 孝昭天皇1年（ユリウス暦紀元前475年2月21日） - 第5代天皇・孝昭天皇が即位[要出典]
- 延暦21年（ユリウス暦802年2月14日） - 征夷大将軍・坂上田村麻呂に蝦夷征伐の拠点として胆沢城の築城命令
- 永禄12年（ユリウス暦1569年1月25日） - 上洛していた織田信長が堺の町を攻撃。軍用金を課したが応じず、逆に三好三人衆が京を襲撃してきた為
- 慶応3年（グレゴリオ暦1867年2月13日） - 睦仁親王（明治天皇）が践祚
- 慶応4年（グレゴリオ暦1868年2月2日） - 大坂城炎上。旧幕府軍から新政府軍への大坂城の引き渡しの最中に出火

## 忌日
- 孝安天皇102年（ユリウス暦紀元前291年2月27日） - 孝安天皇、第6代天皇
- 仁治3年（ユリウス暦1242年2月10日） - 四条天皇、第87代天皇（* 1231年）
- 安永10年（グレゴリオ暦1781年2月1日） - 湯浅常山、儒学者（* 1708年）
- 寛政7年（グレゴリオ暦1795年2月27日） - 谷風梶之助 (2代)、4代横綱（* 1750年）